# 最後の晩餐 (ティントレット)
『最後の晩餐』（さいごのばんさん、伊:Ultima Cena）は、イタリアのルネサンス期ヴェネツィア派の巨匠、ヤコポ・ティントレットによるカンヴァス上の油彩画で、1592年から1594年にかけて制作された。ヴェネツィアにあるサン・ジョルジョ・マッジョーレ聖堂に収蔵されている。

## 概要

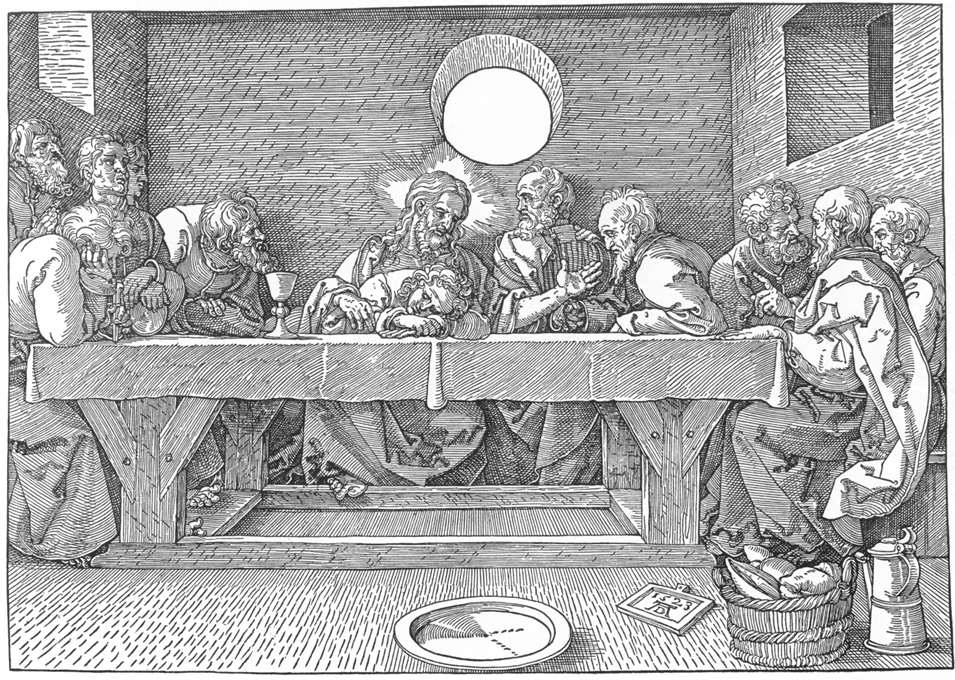
アルブレヒト・デューラーの木版画『最後の晩餐』（1523年）は、この主題に伝統的な正面向きの構図の例である。

ティントレットは生涯を通じて最後の晩餐を数回描いた。サン・マルクオーラ教会（1547年）とサン・フェリーチェ教会（1559年）の初期の絵画は、正面から見た場面を描いており、人物は画面と平行に配置された食卓に座っている。これは、最後の晩餐のほとんどの絵画に見られる慣習に従っている。その中で、レオナルド・ダ・ヴィンチが1490年代後半にミラノで描いたテンペラ画の『最後の晩餐』は、おそらく最もよく知られている作品である。
本作が置かれているサン・ジョルジョ・マッジョーレ聖堂は、サン・ジョルジョ・マッジョーレ島に1566年から1600年に建立された。ティントレットは晩年、多数の依頼を受けていたため工房の助手にますます協力を仰ぐようになっていたが、1592年に奉献された聖堂礼拝堂に置かれた3点の現存する絵画 (『砂漠のユダヤ人』、『最後の晩餐』、『キリストの埋葬』) は確実にティントレット自身により描かれた。
全体としてジュリオ・ロマーノの『過ぎ越しの祭』を描いた作品に倣っている本作は、画家の最晩年の作品であり、通常の『最後の晩餐』の構図の形式から大きく逸脱している。場面の中心は使徒たちではなく、皿を運ぶ女性や食卓から皿を下げる召使などの副次的な人物によって占められている。使徒たちが座っている食卓は、急な対角線上で奥の空間に後退している。この対角線の使用は、サン・ジョルジョ・マッジョーレ聖堂の司祭館の右側の壁に絵画が設置されたことによって説明できる。画面の食卓は、聖堂への訪問者により遠近法的に高祭壇の延長と見られるべきものであり、高祭壇は食卓の延長として見られるべきものであった。
さらに、ティントレットの絵画は、より個人的な光の使用を特徴としており、天井の光とイエスの光輪の両方により不明瞭になっているように見える。不気味に揺らめくロウソクの描写は、ティツィアーノの『キリストの荊冠』(アルテ・ピナコテーク、ミュンヘン) に触発されている。ティントレットはティツィアーノの死後、この作品を取得していたのである。また、たくさんの天使が空間に浮遊しているが、これら天使の存在により、より早い時期に描かれたレオナルドの『最後の晩餐』など同主題の作品とは明らかに異なる視覚的特質が本作に付与されている。
ティントレットの『最後の晩餐』は複雑で、非常に非対称的な構図においてマニエリスム的要素を用いている。また、そのダイナミズムと日常生活の強調（場所はヴェネツィアの旅館に似ている）で、絵画はバロックへの道程を示している。「この劇的な場面が鑑賞者を引きつける力は、対抗宗教改革の理想と、カトリック教会が宗教芸術の教訓的性質に置いた信念とよく一致していた」 。